# Fény

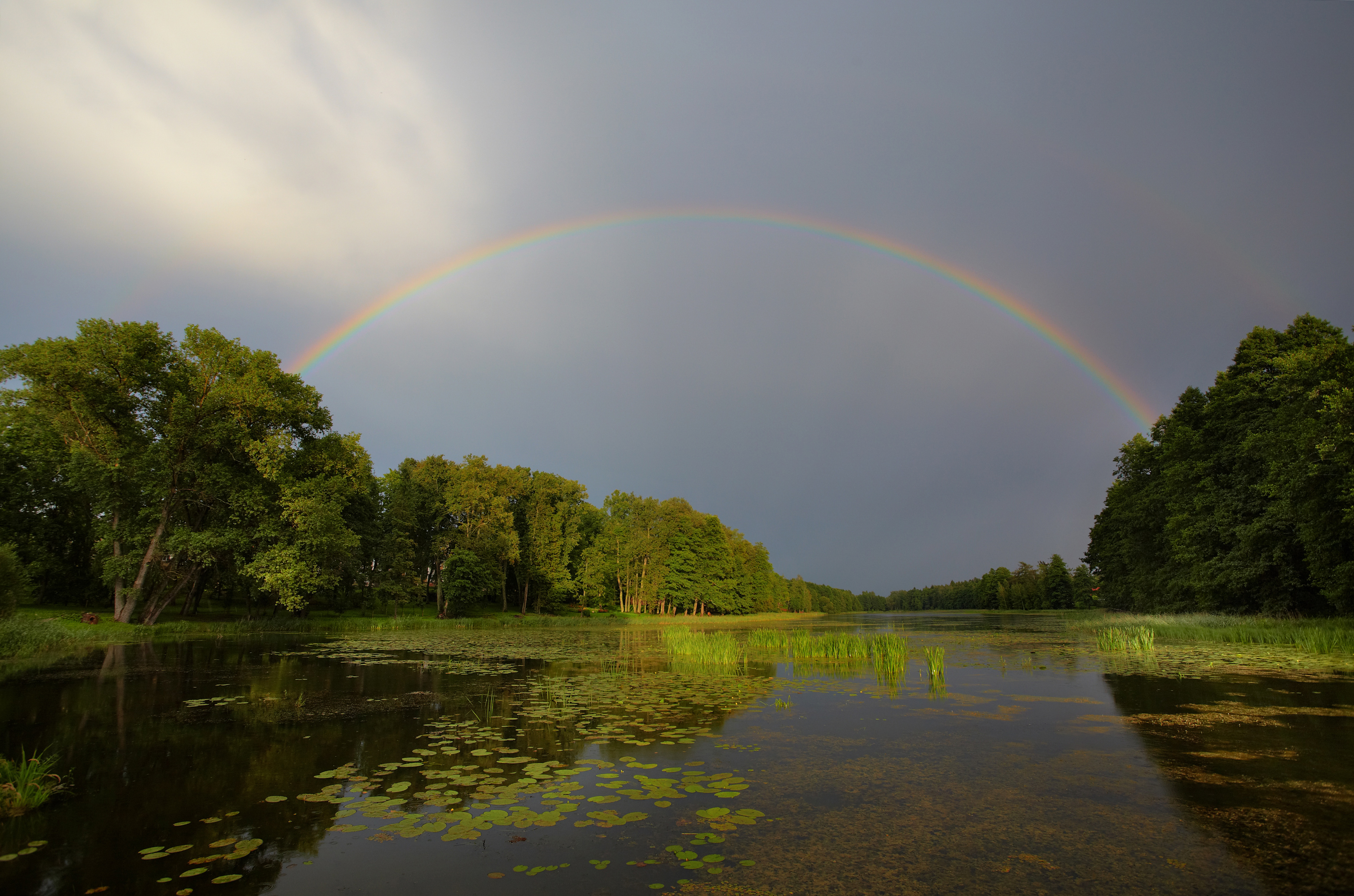
Szivárványhíd és fényjáték a Väimela Alajärv tó felett Észtországban

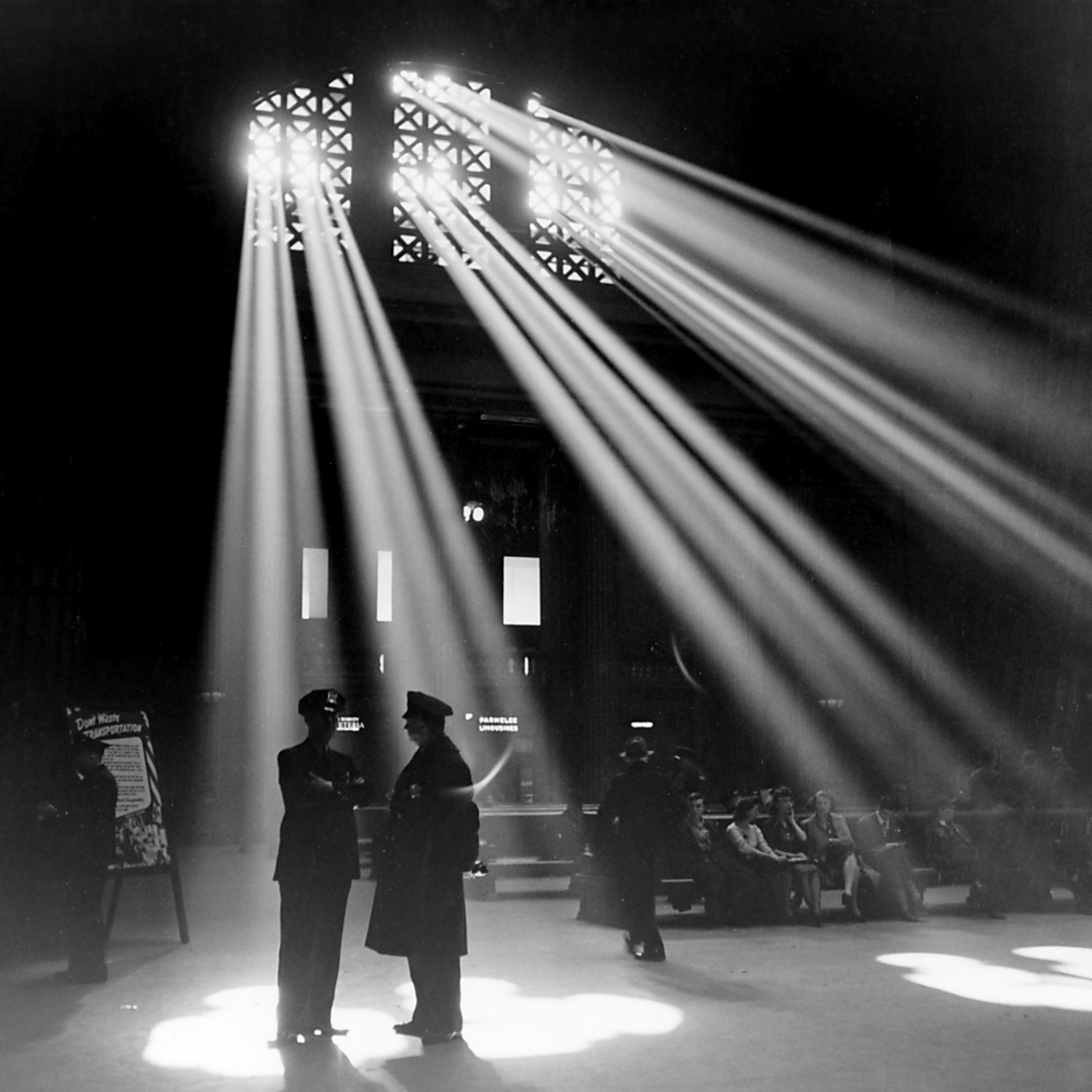
Vasútállomás ablakán beszűrődő fény

A fény emberi szemmel érzékelhető elektromágneses sugárzás. Ebben a megfogalmazásban az emberi érzékszerv észlelési képessége alapján határoztuk meg. Más emberi érzékszerv is van, amely elektromágneses sugárzást képes érzékelni: ez a hőérzékelő szervünk.
Tágabb értelemben beleérthető az ennél nagyobb (infravörös) és kisebb hullámhosszú (ultraibolya) sugárzás is, ekkor az egyértelműség kedvéért hozzátesszük a megfelelő jelzőt: infravörös fény, ultraibolya fény.
A hullám-részecske kettősség alapján a fény hullám- és részecsketulajdonságokkal is jellemezhető. A részecskéket a kvantummechanika a fény kvantumainak, fotonoknak nevezi. A fotonok olyan részecskék, amelyek nyugalmi tömege zérus, üres térben pedig vákuumbeli fénysebességgel mozognak.

## A fény meghatározása

A látható fény helye az elektromágneses hullámspektrumon belül

A fény elektromágneses sugárzás: az elektromágneses sugárzásoknak azon hullámhosszú tartománya, amelyet az emberi szem érzékelni tud. Az emberi szem a 390 és 750 nanométer hullámhosszak közé eső elektromágneses sugárzást érzékeli.
A környezetünkben előforduló összes elektromágneses sugárzás sorba rendezhető hullámhossz (illetve energia) szerint, ekkor kapjuk az elektromágneses spektrumot. Ezen belül a 380 nm és 780 nm közötti hullámhosszú elektromágneses sugárzások az emberi szem számára is láthatók, ezeket látható fénynek vagy egyszerűen fénynek nevezzük. Fizikai természetét tekintve a fény - mint elektromágneses sugárzás - voltaképpen energia, amely a térben elektromágneses hullámként terjed.

A fehér fény különböző hullámhosszú színes fényekre bontható

A Nemzetközi Világítástechnikai Szótár a következőket írja a fényről
- észlelt fény: jellemző tulajdonsága minden olyan érzékletnek és észleletnek, amely a látás szerve által jön létre[2]
- látható sugárzás: minden olyan optikai sugárzás, amely közvetlenül látási érzékletet kelt[3]

Az optikai sugárzásoknak csak egy kis része esik az ember által észlelhető tartományba. A meghatározás nem foglalkozik más élőlények látásérzékelésével; azzal például, hogy a rovarok által vizuálisan észlelhető fény hullámhossz-tartománya már 340 nm-nél kezdődik.
Az optikai sugárzások jellemzője, hogy a fénnyel kapcsolatos jelenségek leírhatók náluk (például lencsével gyűjthetők és szórhatók), de az emberi látószerv nem képes azokat észlelni.

## Látható fény, a színek
| Szín        | Hullámhossz vákuumban (nm) | Frekvencia (Hz) |
| ----------- | -------------------------- | --------------- |
| Infravörös  | 800                        | 3,7 ·1014       |
| Vörös       | 620                        | 4,8 ·1014       |
| Narancs     | 610                        | 4,9 ·1014       |
| Sárga       | 590                        | 5,1 ·1014       |
| Zöld        | 510                        | 5,9 ·1014       |
| Kék         | 430                        | 6,9 ·1014       |
| Ibolya      | 400                        | 7,5 ·1014       |
| Ultraibolya | 300                        | 1 ·1015         |

A fény színe olyan fiziológiai érzet, amelyet a látható optikai sugárzás kelt, méghozzá a hullámhosszától függő minőségben.
A fény az elektromágneses spektrum része, melynek frekvenciája 7,5·1014 és 3,8·1014 hertz (rövidítve 'Hz') közé esik. A fénysebesség (c), a frekvencia (f vagy {\displaystyle \nu }) és a hullámhossz ({\displaystyle \lambda }) között a következő kapcsolat áll fenn:
{\displaystyle c=f\cdot \lambda }
A látható fényt a levegőbeli hullámhosszával is jellemezhetjük, ami kb. 380 nanométer (rövidítve 'nm') és 760 nm közé esik.
A fény az emberi szem retinájának érzékelőit, az úgynevezett csapokat és pálcikákat ingerli, mely ingerek elektromos impulzusokként terjednek az idegekben, a látóidegen végighaladva az agyban keltenek világosságérzetet.
Nyilvánvalóan az evolúció következménye, hogy az elektromágneses hullámok spektrumának éppen azt a kis részét – azokat a frekvenciájú komponenseket – látjuk, amiket a földi légkör átenged. Az elektromágneses hullámok jelentős részét ugyanis a légkör elnyeli, így azok nem érik el a Föld felszínét. A világűrre nyíló két „ablak” közül az egyik a rádióhullámok tartománya, a másik pedig a látható fényé. 
A fénysugarak igen kis tárgyak felületéről is egyszerű szabályokat követve verődnek vissza és ráadásul az anyagtól függően általában igen jellegzetes visszaverődési színképet produkálnak, így az ezt érzékelni képes élőlények jól hasznosítható képet kapnak a környezetükről.

## A fény sebessége

### Történelmi jelentőségű fénysebességmérések
A fény sebességét számos fizikus, többek között Ole Rømer, Hippolyte Fizeau és Albert A. Michelson próbálta megmérni, különféle módszerekkel. Rømer 1676-ban a Jupiter-holdak fogyatkozását figyelte meg együttállásnál, majd fél évvel később. A fél évvel későbbi időpontban a fogyatkozások mintegy negyed órával később következtek be a holdak pályamozgása alapján számított időpontnál. Ennek alapján Rømer könnyen ki tudta számítani a fény sebességét, mert a Föld pályájának átmérője akkor már ismert volt, 300 millió kilométer. Ennyivel nagyobb utat kellett megtennie a fénynek, amiből a 300 000 000 km/1000 s = 300 000 km/s adódott.

### A modern fénysebességmérés
Bay Zoltán javaslata alapján a méter definícióját a fénysebesség és a másodperc alapján rögzítették, így a fénysebesség értéke ez alapján pontosan 299 792,458 km/s. Egyszerűbb számításokban gyakran a felkerekített 300 000 km/s értéket használjuk.
Vákuumban a fény terjedési sebessége meghatározható a következő összefüggés alapján:
{\displaystyle c_{0}={\frac {1}{\sqrt {\epsilon _{0}\mu _{0}}}}}
ahol:
c0 : a fény sebessége
ε0 : a vákuum permittivitása (vákuum dielektromos állandó)
μ0 : a vákuum mágneses permeabilitása
A fény sebessége vákuumban állandó, jelenlegi tudásunk szerint semmilyen hatás nem képes ennél gyorsabban terjedni.

## A fény mint hullám
A hullámoptika körében azokat a fényjelenséget vizsgáljuk, amelyek a fény hullámtermészetével értelmezhetőek. Ennek megfelelően a fényt hullámnak, általában periodikus hullámnak fogjuk fel, melyben az elektromos- és a mágneses térerősség időben és térben periodikusan változik. A hullámoptikába tartozó jelenségek nagy részének magyarázatához alkalmazhatók az általános hullámtan fogalmai, törvényszerűségei.
A legegyszerűbb hullám, azaz egy homogén, izotróp és állandó közegben az x irányban haladó monokromatikus síkhullám adott ponton vett kitérése a következő egyenlettel írható le:
{\displaystyle \Psi =A\sin \left[\omega \left(t-{\frac {x}{c}}\right)+\alpha \right]}, ahol A a hullám amplitúdója, {\displaystyle \omega } a körfrekvencia, t az idő, x a hely, {\displaystyle \alpha } a fázisállandó, c pedig a terjedési sebesség.
A hullám intenzitása:
{\displaystyle I=\Psi \Psi ^{*}}, azaz az intenzitás az amplitúdó négyzetével arányos mennyiség.

### A fény polarizációja
Polarizált fényről akkor beszélhetünk, ha a fényhullámokban az elektromos térerősségvektor rezgési síkja egységes irányú. A természetes, nem pontszerű fényforrásból kiinduló fény nem polarizált, benne vegyesen megtalálható mindenféle hosszanti síkban rezgő hullám.
A fény polarizációjával kapcsolatos első leírás Erasmus Bartholinus dán professzor nevéhez fűződik, aki egy átlátszó izlandipát-kristályon keresztülnézve meglepve tapasztalta, hogy a tárgyaknak kettős képe látszik. Ez a jelenség a kettős törés, a kristályba belépő fény két külön nyalábra bomlik, amelyek közül az egyik – az úgynevezett ordinárius sugár – követi a törés törvényét, a másik, a rendellenes, vagy extraordinárius sugár azonban nem. A kétféle nyalábkomponens terjedési sebessége és polarizációs tulajdonsága különbözik.
A jelenséget szintén vizsgáló Christiaan Huygens azt a magyarázatot adta, hogy a kristály belső szerkezete miatt adott irányban megváltozik a fény terjedési sebessége. A rendes sugár hullámfrontjából a Huygens-elvnek megfelelően körhullámok indulnak ki, míg a rendellenes sugár esetén ezek a hullámfrontok ellipszis alakot vesznek fel.
Polarizált fény előállítható megfelelő szögben csiszolt mészpátkristállyal, amelyet kettévágnak, majd a vágási felületeknél kanadabalzsammal összeragasztanak (Nicol-prizma). A prizmára eső természetes fény a törőfelületen kettősen törik. A rendes sugár a kanadabalzsamon teljes visszaverődést szenved és oldalra eltérül, míg a rendellenes sugár, amely már polarizált, kilép a kristályból.

## A fény mint részecske
A kvantumelmélet és a foton modern elmélete olyan jelenségeket magyarázott meg, amelyek nem illeszkedtek a fény klasszikus hullámmodelljébe. Eszerint a fény és a többi sugárzási energia csak kis, kvantumoknak nevezett energiacsomagokban képes terjedni: a fény maga kvantált; a fény kvantumai a fotonok. A foton az az elektromágneses jelenségekért felelős elemi részecske, ami a fény és a többi elektromágneses hullám minden formájáért felelős. Amikor a fény kibocsátódik vagy elnyelődik, mindig fotonok áramaként viselkedik. A fotonmodell részben számot ad a fény energiájának frekvenciafüggéséről, és megmagyarázza, hogyan lehet termikus egyensúlyban az anyag és a sugárzás. Közegben látszólag lelassul, azonban ez csak az anyag részecskéiről való ide-oda verődés következménye, mivel így nagyobb utat kell megtennie egységnyi idő alatt. A visszaverődés mellett anyag jelenlétében el is nyelődhet, a frekvenciájával arányos energiát és lendületet közvetítve. Mint minden kvantumnak, a fotonnak is vannak hullám- és részecsketulajdonságai; teljesül rá a hullám-részecske kettősség.

## Fényelméletek történeti, időrendi sorrendben

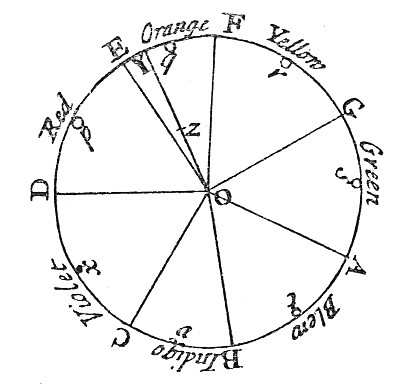
Newton színköre (Opticks, 1704). A színeket és az arányosan nekik megfelelő zenei hangokat tünteti fel. A látható fényt a vöröstől a lila felé felosztotta a zenei skála hangjaival, a D-vel kezdve. A kör egy teljes oktávot ábrázol D-től D-ig

Az ókori India Szamba Purana nevű védikus szövegeinek himnuszaiban már található utalás arra, hogy a fény hét alapszínre bontható. A Napot ragyogó harci szekérként írják le, amit hét fehér ló húz, amik fényesek és a hibiszkusz virágához hasonlítanak. A szövegek a Śruti-hagyományokhoz tartoznak, szájhagyomány útján terjedtek, ezért keletkezési idejük pontosan nem meghatározható. Leírva i.e. 1500 körül jelentek meg.
Az i. e. 3. századra a görögök arra a következtetésre jutottak, hogy a fény valamiképpen világító testekből, például a Napból meg az izzó szénből sugárzódik ki. De hogy miképpen alakulnak ki a fénysugarak, és hogyan jutnak a térben egyik helyről a másikra, az évszázadokon át megfejtetlen rejtély maradt.
A 13. században Roger Bacon leírta, hogy egy pohár víz színekre bontja a rajta áthaladó fényt.
A 17. században Isaac Newton írta le a látható spektrumot, magát a „spektrum” szót ő alkalmazta először 1671-ben, amikor optikai kísérleteit leírta. A latin „spektrum” szó jelentése: „megjelenés”. Newton azt feltételezte, hogy a fény különböző színű részecskékből áll, amik az egyes anyagokban (pl. vízben vagy üvegen keresztül) eltérő sebességgel mozognak, így különválnak egymástól. A hét alapszínt is Newton vezette be a tudományos köztudatba, abból a megfontolásból, hogy az ókori görög szofisták szerint harmónia áll fenn a színek száma (7), a hangok (egy oktávban 7), a Naprendszerben a bolygók száma (akkoriban 7 ismert) és a hét napjai (7) között.

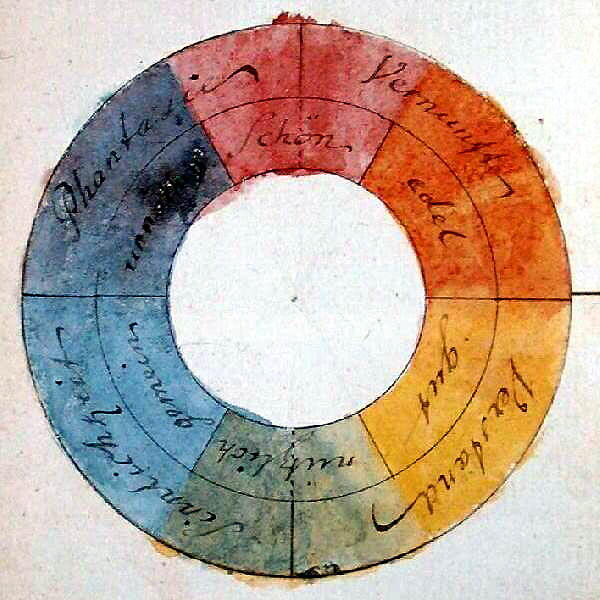
Goethe által rajzolt színkör (1809)

A 18. században Goethe írt könyvet A színek elmélete címmel. Goethe vitatta, hogy a folytonosnak látszó spektrum részekre lenne bontható.
A 19. század elején megjelent a látható fény fogalma, amikor felfedezték, hogy a fény spektrumának létezik nem látható, de érzékelhető folytatása a hullámhosszakban „fölfelé” és „lefelé” is (William Herschel (infravörös) és Johann Wilhelm Ritter (ultraibolya)).
Thomas Young volt az első, aki megmérte a különböző színek hullámhosszát, 1802-ben. A kapcsolatot a látható spektrum és a színérzékelés között Thomas Young és Hermann Ludwig von Helmholtz írta le a 19. század elején. A színlátásra vonatkozó elméletük (Young–Helmholtz-elmélet) helyesen írja le a kapcsolatot a szemben megtalálható háromféle érzékelő és a színlátás között.
Az 1860-as években James Clerk Maxwell skót kutató feltételezte, hogy az elektromágneses energia hullámként terjed, és hogy a fény voltaképpen ennek az energiának egyik fajtája.

### A fény részecske-elmélete
Az 1660-as években Isaac Newton és mások úgy gondolták, hogy a fény gyorsan mozgó részecskékből, „korpuszkulákból”, azaz testecskékből áll.

### Hullámelmélet
Robert Hooke (1635-1703) a színek eredetét keresve alkotta meg a fényre hullámrezgés elméletét („pulse theory”), a fény terjedését a víz hullámaihoz hasonlítva, azt feltételezve, hogy a fény valamely „összenyomhatatlan finom közeg” gyors rezgéseiből áll, és ezek a rezgések a terjedés irányára merőlegesek lehetnek. Christiaan Huygens (1629-1695) kidolgozott egy matematikai hullámelméletet a fényre 1678-ban.

### Elektromágnesesség elmélet
1845-ben Michael Faraday felfedezte, hogy kölcsönhatás van a fény és a mágneses tér között. Rájött, hogy polarizált fénynél a polarizáció síkja mágneses mezővel körben elfordítható (Faraday-effektus). Faraday kutatásai inspirálták James Clerk Maxwellt az elektromágneses sugárzás és a fény további tanulmányozására.

### Kvantumelmélet
1900-ban Max Planck a feketetest-sugárzás magyarázatául felvetette, hogy ha a fény hullám természetű is, ezek a hullámok energiát felvenni vagy leadni csak meghatározott adagokban képesek. Planck ezeket a fény energiacsomagokat „kvantumoknak” nevezte (quanta - latinul: „mennyi”). Ez volt az alapja a Planck-féle, 1918-ban Nobel-díjjal jutalmazott kvantumelméletnek. 1905-ben Albert Einstein a fénykvantumok gondolatát használta fel a fotoelektromos hatás magyarázatául, tovább erősítve a „valósan létező” fénykvantumok elméletét. További kutatások és teóriák vezettek a modern kvantummechanika elméletének a kifejlesztéséhez.